# Черноусов, Борис Николаевич
Борис Николаевич Черноусов (1908, Сызрань, Симбирская губерния — 2 января 1978, Москва) — советский государственный и партийный деятель. 
Депутат Верховного совета СССР 1-го и 2-го созывов.

## Биография
Родился в семье железнодорожника в 1908 году. С 1924 года на комсомольской работе в Сызрани, Ульяновске и Куйбышеве. 
Переезжает в Москву и работает с 1929 по 1930 год слесарем на заводе. С 1930 года учился в Московском энергетическом институте, который окончил в 1935 году. С 1935 года — инженер на заводе.
С 1938 года на партийной работе: секретарь парткома завода, первый секретарь Сталинского райкома города Москвы, а с января 1939 по ноябрь 1948 года — 2-й секретарь Московского областного комитета ВКП(б).
С июля 1948 по март 1949 года — заведующий отделом партийных, профсоюзных и комсомольских органов ЦК ВКП(б). С марта 1949 по октябрь 1952 года — председатель Совета Министров РСФСР.
Кандидат в члены ЦК ВКП(б) (1939—1952). Член Организационного бюро ЦК ВКП(б) (1949—1952).

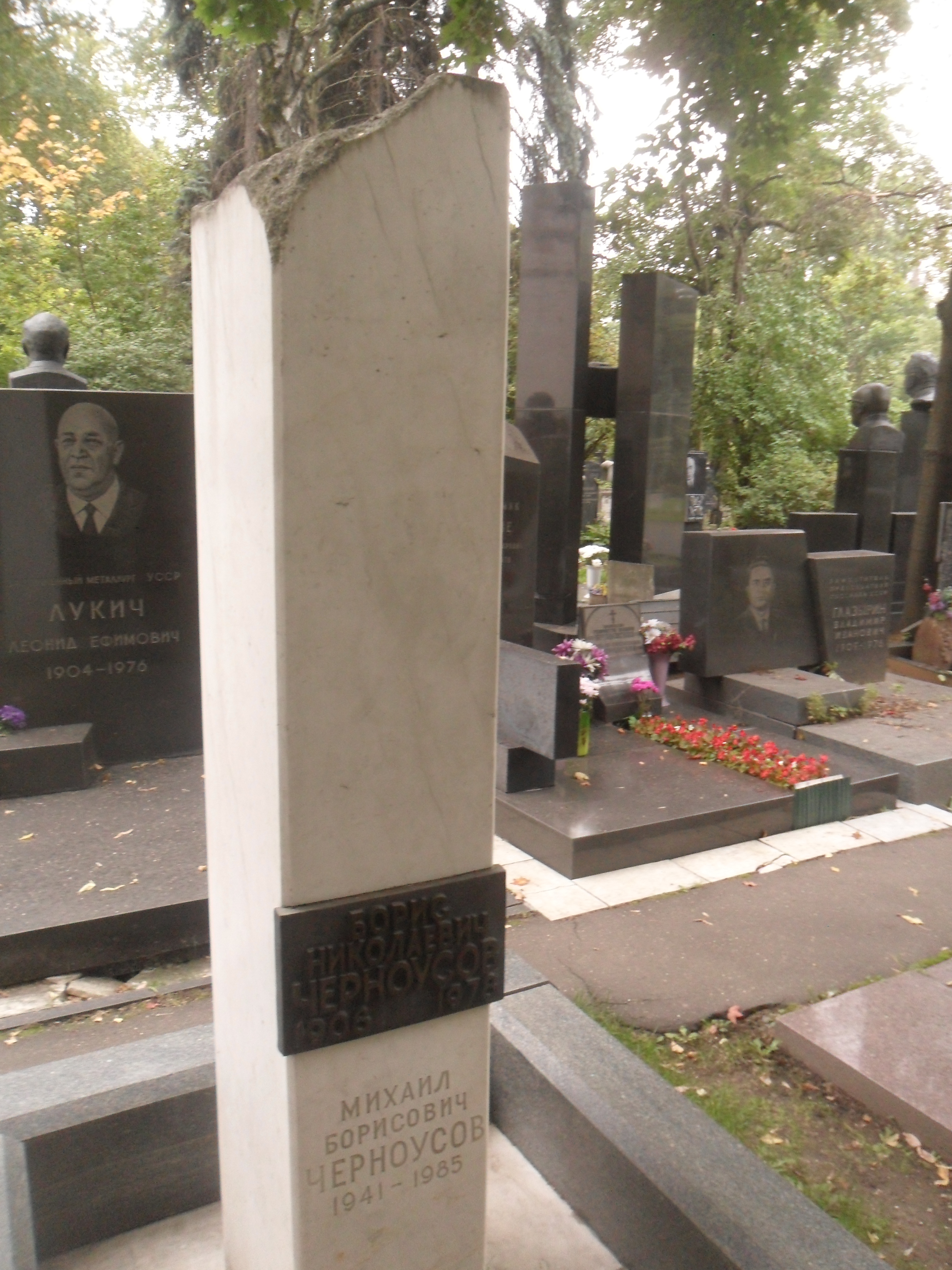
Могила Черноусова на Новодевичьем кладбище Москвы

В 1952 году был снят со всех партийных постов и назначен директором Московского прожекторного завода. 
В 1955 году приглашен на работу в правительство. 
В 1955—1957 годах — заместитель министра автомобильной промышленности СССР.
С 1957 года — заместитель начальника отдела Госплана СССР, затем по 1964 год — заместитель начальника управления СНХ СССР, с 1964 по 1978 — советник постоянного представителя СССР в Совете Экономической Взаимопомощи.
Умер 2 января 1978 года. Похоронен на Новодевичьем кладбище в Москве.